# Hermes 900
A Hermes 900 egy pilóta nélküli felderítő repülőgép, drón (UAV), amelyet az izraeli Elbit Systems fejleszt és gyárt. A drón elsődleges elektronikai felderítés, megfigyelés (ELINT, SIGINT), amelyet leszállás nélkül 36 órán keresztül képes végezni. A Hermes 900-ast 11 ország alkalmazza és a Magyar Honvédség is érdeklődik iránta. 
A Hermes 900 a következő feladatok ellátására képes:
- Elektro-optikai megfigyelés látható és infravörös fénytartományban, lézeres célmegjelölés,
- Szintetikus apertúrájú radar (SAR), térképezési funkció,
- Földi mozgócélok detektálása és megfigyelése (GMTI & MPR),
- Ellenséges rádió kommunikáció lehallgatása és helymeghatározása (COMINT/DF),
- GSM mobil kommunikáció megfigyelése (COMINT GSM),
- Rádiókommunikáció zavarása (COMMJAM),
- Nem kommunikációs jellegű (pl. radar) elektronikai jelek forrásainak felderítése, helymeghatározása (ELINT),
- Elektronikai hadviselési tevékenység, zavarás (EW),
- Hyperspektrális megfigyelő rendszerek alkalmazása

A drón ezeket a funkciókat különféle cserélhető moduloknak köszönhetően képes biztosítani. Egy időben általában csak néhány funkció áll rendelkezésre ezek közül.
A Hermes 900 drón a  2020-as hegyi-karabahi háború során is fontos szerepet játszott Azerbajdzsán győzelmében.

## Hermes 900 StarLiner
A Hermes 900 legújabb, megnövelt képességű változata a StarLiner elnevezést kapta, de HFE (Heavy Fuel Engine) néven is ismert. A StarLiner nagyobb elődjénél: szárnyfesztávolsága két méterrel nagyobb, legnagyobb lett a felszálló tömege is: 1,6 tonna az alapváltozat 1,18 tonnájához képest. Hasznos terhelése 450 kilogramm, 100 kilogrammal több mint elődje esetében.
Nagy előre lépest jelent, hogy a StarLiner már képes civil légtérben is repülni, megfelel minden ehhez szükséges előírásnak (pl. NATO STANAG 4671 szabványnak).  

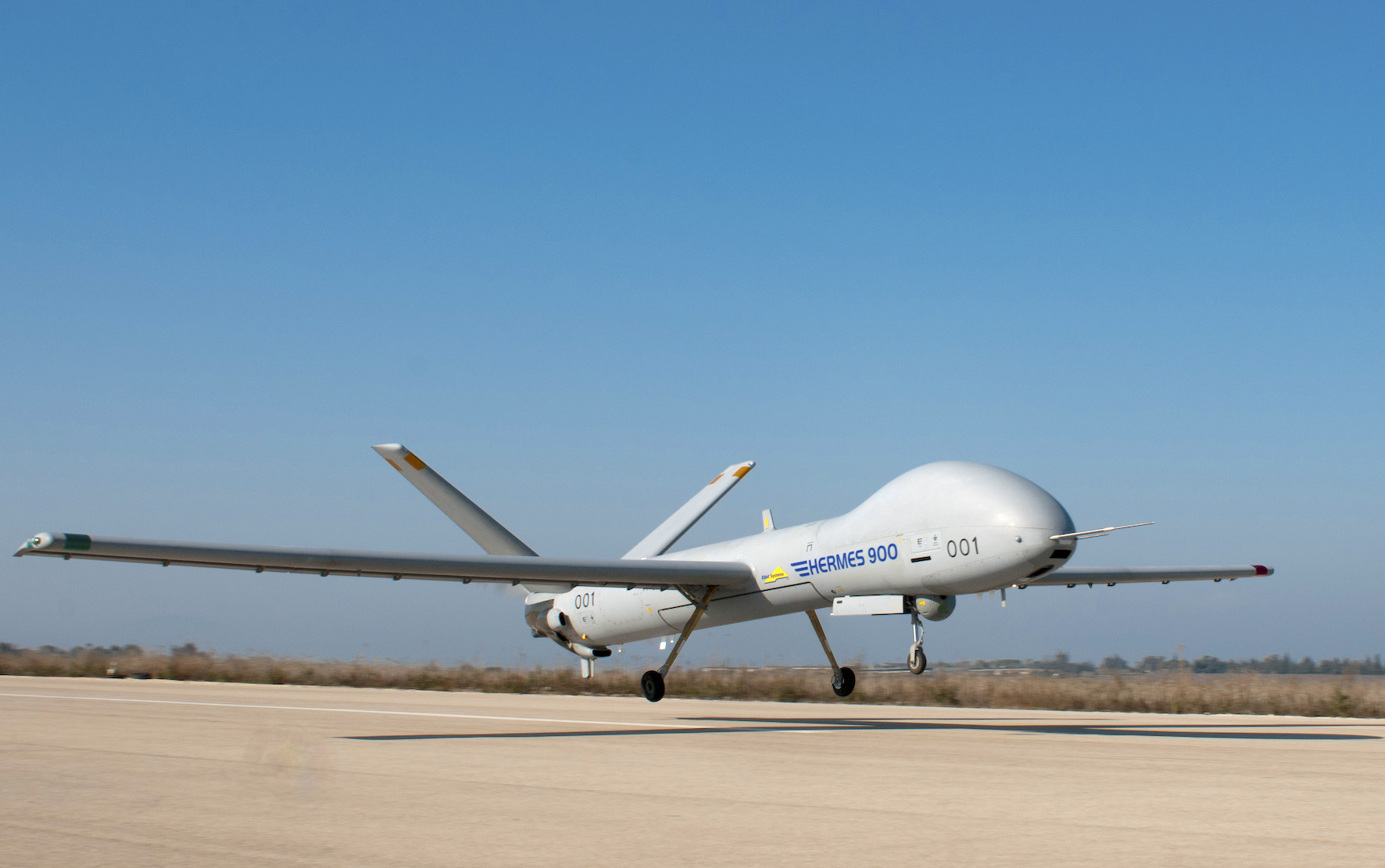
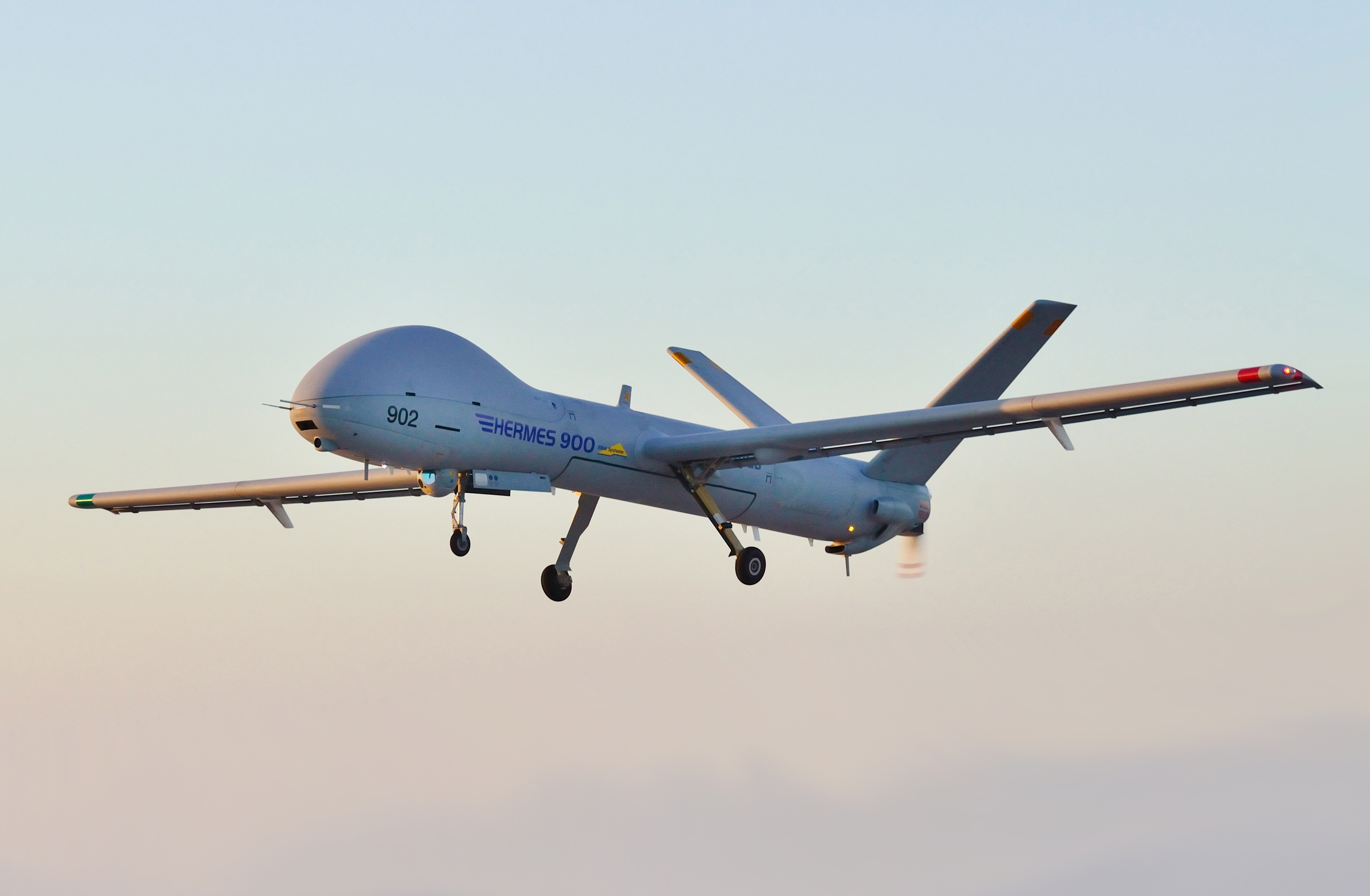

## A különféle Hermes drónok összehasonlítása
|                        | Hermes 45 | Hermes 450 | Hermes 650 | Hermes 900 | Hermes 900 StarLiner |
| ---------------------- | --------- | ---------- | ---------- | ---------- | -------------------- |
| Hosszúság              | n.a.      | 6,1 m      | n.a.       | 8,3 m      | n.a.                 |
| Fesztávolság           | 5 m       | 10,5 m     | n.a.       | 15 m       | 17 m                 |
| Max. Felszálló tömeg   | 75 kg     | 550 kg     | 650 kg     | 1180 kg    | 1600 kg              |
| Max. hasznos terhelés  | 20 kg     | 180 kg     | 260 kg     | 350 kg     | 450 kg               |
| Max. repülési idő      | 22 óra    | 17 óra     | 24 óra     | 36 óra     | 36 óra               |
| Max. repülési magasság | 5 486 m   | 5 486 m    | 6700 m     | 9144 m     | 9144 m               |

## Alkalmazók
Azerbajdzsán
 Brazília
 Chile
 Kanada
 Kolumbia
 Izland
 Izrael
 Mexikó
 Fülöp-szigetek
 Svájc
 India